# Qutang (köpinghuvudort i Kina, Jiangsu Sheng, lat 32,50, long 120,33)
Qutang är en köpinghuvudort i Kina. Den ligger i provinsen Jiangsu, i den östra delen av landet, omkring 150 kilometer öster om provinshuvudstaden Nanjing. Antalet invånare är 90 824. Befolkningen består av 49 117 kvinnor och 41 707 män. Barn under 15 år utgör 9,0 %, vuxna 15-64 år 70 %, och äldre över 65 år 19,0 %.
Runt Qutang är det tätbefolkat, med 849 invånare per kvadratkilometer. Qutang är det största samhället i trakten. Trakten runt Qutang består till största delen av jordbruksmark.
Genomsnittlig årsnederbörd är 1 307 millimeter. Den regnigaste månaden är juli, med i genomsnitt 264 mm nederbörd, och den torraste är januari, med 34 mm nederbörd.